# Cobitis illyrica
Cobitis illyrica is een straalvinnige vissensoort uit de familie van de modderkruipers (Cobitidae). De wetenschappelijke naam van de soort is voor het eerst geldig gepubliceerd in 2007 door Freyhof & Stelbrink.